# Campionati del mondo di winter triathlon del 2001
I Campionati del mondo di winter triathlon del 2001 (V edizione) si sono tenuti a Lenzerheide in Svizzera, in data  2001.
Tra gli uomini ha vinto il tedesco Zibi Szlufcik. Tra le donne ha trionfato la tedesca Sigrid Lang.
Si sono aggiudicati il titolo mondiale nella categoria junior rispettivamente lo svizzero Andreas Buchs e la tedesca Karin Bliemhuber.

## Risultati

### Élite uomini
| Pos. | Atleta              | Paese         | Corsa    | Bici     | Sci      | Totale   |
| ---- | ------------------- | ------------- | -------- | -------- | -------- | -------- |
|      | Zibi Szlufcik       | Germania      | 00:17:03 | 00:39:58 | 00:31:18 | 01:29:16 |
|      | Martin Lang         | Germania      | 00:18:10 | 00:40:25 | 00:31:29 | 01:30:59 |
|      | Christoph Mauch     | Svizzera      | 00:17:46 | 00:41:38 | 00:31:00 | 01:31:30 |
| 4    | Othmar Brügger      | Svizzera      | 00:17:59 | 00:40:43 | 00:32:09 | 01:31:40 |
| 5    | Marc Ruhe           | Liechtenstein | 00:17:47 | 00:40:25 | 00:34:09 | 01:33:22 |
| 6    | Benjamin Sonntag    | Germania      | 00:18:11 | 00:41:53 | 00:32:16 | 01:33:29 |
| 7    | Thomas Schrenk      | Germania      | 00:18:39 | 00:43:12 | 00:30:56 | 01:33:48 |
| 8    | Iwan Schuwey        | Svizzera      | 00:17:31 | 00:41:46 | 00:33:42 | 01:34:14 |
| 9    | Oswald Weisshorn    | Italia        | 00:18:58 | 00:43:20 | 00:30:54 | 01:34:31 |
| 10   | Juan Apilluelo      | Spagna        | 00:16:59 | 00:42:38 | 00:33:17 | 01:35:32 |
| 11   | Martin Soliva       | Svizzera      | 00:18:40 | 00:42:56 | 00:33:07 | 01:36:45 |
| 12   | Anton Steiner       | Italia        | 00:18:31 | 00:42:35 | 00:34:41 | 01:37:15 |
| 13   | Marco Bethaz        | Italia        | 00:18:47 | 00:45:02 | 00:32:47 | 01:37:44 |
| 14   | Patrick Aserud      | Norvegia      | 00:18:59 | 00:43:05 | 00:34:32 | 01:38:18 |
| 15   | Beat Brunner        | Svizzera      | 00:18:40 | 00:44:36 | 00:32:13 | 01:38:38 |
| 16   | Pedro Añarbe        | Spagna        | 00:18:34 | 00:41:52 | 00:36:01 | 01:38:53 |
| 17   | Adrian Ruhstaller   | Svizzera      | 00:18:35 | 00:44:58 | 00:33:18 | 01:38:59 |
| 18   | Frode Pedersen      | Norvegia      | 00:19:54 | 00:44:41 | 00:32:56 | 01:39:33 |
| 19   | Ilia Höfler         | Liechtenstein | 00:18:33 | 00:42:31 | 00:37:14 | 01:39:48 |
| 20   | Jean Claude Carrere | Francia       | 00:17:48 | 00:46:23 | 00:31:40 | 01:40:03 |
| 21   | Xavier Cadena       | Spagna        | 00:19:02 | 00:48:12 | 00:30:11 | 01:40:31 |
| 22   | Sabastia Cattla     | Spagna        | 00:18:29 | 00:43:19 | 00:36:58 | 01:41:31 |
| 23   | Jimmy Archer        | Stati Uniti   | 00:18:34 | 00:46:03 | 00:34:18 | 01:43:00 |
| 24   | Oliver Kraas        | Germania      | 00:19:28 | 00:50:07 | 00:34:51 | 01:45:42 |
| 25   | Naoki Shindo        | Giappone      | 00:20:40 | 00:46:58 | 00:35:36 | 01:46:18 |
| 26   | Emil Hrnciar        | Slovacchia    | 00:18:06 | 00:45:30 | 00:41:15 | 01:46:49 |
| 27   | Luboslav Ciernava   | Slovacchia    | 00:18:23 | 00:49:29 | 00:42:33 | 01:51:37 |
| 28   | Philip Schädler     | Liechtenstein | 00:22:22 | 00:53:07 | 00:39:48 | 01:57:29 |

### Élite donne
| Pos. | Atleta                     | Paese       | Corsa    | Bici     | Sci      | Totale   |
| ---- | -------------------------- | ----------- | -------- | -------- | -------- | -------- |
|      | Sigrid Lang                | Germania    | 00:21:03 | 00:48:33 | 00:32:52 | 01:43:30 |
|      | Karin Möbes                | Svizzera    | 00:20:44 | 00:48:15 | 00:33:48 | 01:43:54 |
|      | Marianne Vlasveld          | Paesi Bassi | 00:20:44 | 00:50:16 | 00:34:27 | 01:46:51 |
| 4    | Gabi Pauli                 | Germania    | 00:21:52 | 00:48:46 | 00:36:47 | 01:48:29 |
| 5    | Sibylle Matter             | Svizzera    | 00:21:29 | 00:51:05 | 00:36:56 | 01:50:40 |
| 6    | Martina Dogana             | Italia      | 00:23:23 | 00:54:38 | 00:39:00 | 01:59:49 |
| 7    | Jindriska Bejstova         | Rep. Ceca   | 00:24:46 | 00:53:58 | 00:40:44 | 02:00:44 |
| 8    | Anna Serra                 | Spagna      | 00:22:05 | 00:57:30 | 00:41:19 | 02:05:02 |
| 9    | Ana Casares                | Spagna      | 00:21:04 | 00:55:30 | 00:46:02 | 02:05:31 |
| 10   | Ingrid Van Lubeck          | Paesi Bassi | 00:21:50 | 00:55:11 | 00:45:24 | 02:05:37 |
| 11   | Pereiro Inmaculada Pereiro | Spagna      | 00:22:11 | 00:57:58 | 00:46:55 | 02:10:16 |
| 12   | Matsuoka Juri Matsuoka     | Giappone    | 00:25:52 | 00:02:06 | 00:41:10 | 02:11:39 |

### Junior uomini
| Pos. | Nome                 | Paese      | Corsa    | Bici     | Sci      | Totale   |
| ---- | -------------------- | ---------- | -------- | -------- | -------- | -------- |
|      | Andreas Buchs        | Svizzera   | 00:19:59 | 00:44:23 | 00:31:30 | 01:36:51 |
|      | Michele Loss Frizera | Italia     | 00:18:13 | 00:46:57 | 00:31:13 | 01:37:14 |
|      | Dominik Sutter       | Svizzera   | 00:17:49 | 00:42:37 | 00:36:37 | 01:38:23 |
| 4    | Matej Jurco          | Slovacchia | 00:19:31 | 00:42:39 | 00:40:18 | 01:44:10 |
| 5    | Daniel Hehle         | Germania   | 00:19:15 | 00:48:37 | 00:35:18 | 01:44:21 |
| 6    | Stefan Rieder        | Svizzera   | 00:19:29 | 00:50:46 | 00:37:45 | 01:49:09 |
| 7    | Jorg Wagner          | Germania   | 00:20:42 | 00:48:49 | 00:41:09 | 01:51:36 |
| 8    | Rod De Kanel         | Francia    | 00:19:27 | 00:46:32 | 00:44:36 | 01:53:02 |

### Junior donne
| Pos. | Atleta             | Paese      | Corsa    | Bici     | Sci      | Totale   |
| ---- | ------------------ | ---------- | -------- | -------- | -------- | -------- |
|      | Karin Bliemhuber   | Germania   | 00:23:34 | 00:54:00 | 00:37:31 | 01:56:15 |
|      | Christin Aeberhard | Svizzera   | 00:22:57 | 00:55:23 | 00:40:36 | 02:02:57 |
|      | Andrea Hruzova     | Slovacchia | 00:22:58 | 00:59:41 | 00:52:37 | 02:16:43 |
| 4    | Magali Cotton      | Francia    | 00:26:53 | 01:06:49 | 01:04:01 | 02:38:41 |

## Medagliere
| Pos. | Paese       | Oro | Argento | Bronzo |   |
| ---- | ----------- | --- | ------- | ------ | - |
| 1    | Germania    | 3   | 1       | 0      | 4 |
| 2    | Svizzera    | 1   | 2       | 2      | 5 |
| 3    | Italia      | 0   | 1       | 0      | 1 |
| 4    | Paesi Bassi | 0   | 0       | 1      | 1 |
| 4    | Slovacchia  | 0   | 0       | 1      | 1 |